# Avni Rustemi
Avni Rustemi, né le 22 septembre 1895 à Libohovë (Gjirokastër, Albanie) et mort le 10 juin 1924, est un pédagogue albanais.

## Biographie
Avni Rustemi est accusé de l'assassinat du souverain albanais Essad Pacha Toptani, le 13 juin 1920, rue de Castiglione à Paris. Ce dernier est resté dans la mémoire d'une partie des Albanais comme un dictateur qui aurait trahi son peuple en pactisant avec les Serbes.
Ce meurtre a été considéré par certains groupes politiques albanais comme un acte héroïque de la révolution bourgeoise historique, qui brise la tradition tribale et féodale de l'Albanie. Après ce meurtre, l'Albanie tombe dans l'anarchie, dont la conséquence est la mort de plus de dix mille Albanais due à la famine et à la maladie rien qu'en 1920.
Traduit devant la Cour d'assises de la Seine, défendu par Anatole de Monzie, Avni Rustemi est acquitté le 2 décembre 1920. Le chroniqueur Régis Messac, qui assiste à son procès, le décrit comme « un petit être malingre, de teint jaune, de poil hérissé et de mine chafouine ».
Avni Rustemi sera éliminé devant le bâtiment du Parlement à Tirana en 1924 sur ordre de Zog Ier d'Albanie[réf. nécessaire]. 
La place Avni Rustemi (sq), à Tirana, est nommée en sa mémoire. Un buste le représentant y est installé.